# Billy Green Bush
Billy Green Bush (eigentlich William Warren Bush, * 7. November 1935 in Montgomery, Alabama) ist ein ehemaliger US-amerikanischer Schauspieler.

## Karriere
Bush trat seit den 1960er Jahren in zahlreichen Filmen und Fernsehserien in verschiedensten Haupt- oder Nebenrollen auf. Besonders häufig spielte er im Laufe seiner Karriere in Western-Produktionen mit. So war er oftmals in der Rolle des Sheriffs oder des Cowboys zu sehen.
Zu Bushs bekannteren Filmen zählen Five Easy Pieces – Ein Mann sucht sich selbst (1970), Alice lebt hier nicht mehr (1974), Menschen am Fluss oder auch Critters – Sie sind da! (1986). Im Fernsehen spielte er unter anderem in der Krimi-Serie Polizeirevier Hill Street in zwei Episoden die Rolle des Bobby Angel sowie in der biographischen Serie Elvis den Vater von Elvis Presley. Seine letzte Filmrolle hatte er 1993 in dem Horrorfilm Jason Goes to Hell – Die Endabrechnung (erneut als Sheriff). 2001 zog sich Bush endgültig aus dem Schauspielgeschäft zurück.
Bush ist der Vater der ehemaligen Kinderdarsteller Lindsay und Sidney Greenbush und des Schauspielers Clay Greenbush.

## Filmografie
- 1963: Stoney Burke (Fernsehserie, eine Folge)
- 1963: The Outer Limits (Fernsehserie, eine Folge)
- 1966: Unholy Matrimony
- 1968: Die grausamen Sieben (The Savage Seven)
- 1969: Der Gauner (The Reivers)
- 1970: Bonanza (Fernsehserie, eine Folge)
- 1970: Five Easy Pieces – Ein Mann sucht sich selbst (Five easy pieces)
- 1970: Monte Walsh (Monte Walsh)
- 1971: Alias Smith und Jones (Fernsehserie, eine Folge)
- 1971: The Jesus Trip
- 1971: Die Organisation (The Organization)
- 1971: Ein mörderisches Team (Welcome Home, Soldier Boys)
- 1972: Sarge (Fernsehserie, eine Folge)
- 1972: Greenhorn (The Culpepper Cattle Co.)
- 1972: Los Angeles 1932 (Fernsehserie, eine Folge)
- 1972: M*A*S*H (Fernsehserie, eine Folge)
- 1972: Mister Brown
- 1972: FBI (Fernsehserie, eine Folge)
- 1972: Cannon (Fernsehserie, eine Folge)
- 1973: Vierzig Karat (40 Carats)
- 1973: Harley Davidson 344 (Electra Glide in Blue)
- 1973: Neu im Einsatz (Fernsehserie, eine Folge)
- 1973: Rauchende Colts (Fernsehserie, eine Folge)
- 1974: Seilbahn in den Tod (Skyway to Death)
- 1974: Dirty Sally (Fernsehserie, eine Folge)
- 1974: The Manhunter (Fernsehserie, eine Folge)
- 1974: Alice lebt hier nicht mehr (Alice Doesn't Live Here Anymore)
- 1975: Attack on Terror: The FBI vs. the Ku Klux Klan
- 1975: Mackintosh and T.J.
- 1976: Baretta (Fernsehserie, eine Folge)
- 1976: Die Küste der Ganoven (Fernsehserie, eine Folge)
- 1976: City of Angels (Fernsehserie, eine Folge)
- 1976: Die Straßen von San Francisco (Fernsehserie, eine Folge)
- 1976: Ruf der Wildnis (The Call of the Wild)
- 1976: The Invasion of Johnson County
- 1976: Serpico (Fernsehserie, eine Folge)
- 1977: Westside Medical (Fernsehserie eine Folge)
- 1977: Der Weg nach Oregon (Fernsehserie, eine Folge)
- 1978: The Beasts Are on the Streets
- 1978: Starsky & Hutch (Fernsehserie, eine Folge)
- 1979: Ein Mann kämpft allein (The Jericho Mile)
- 1979: The Runaways (Fernsehserie, eine Folge)
- 1979: Ein Duke kommt selten allein (Fernsehserie, eine Folge)
- 1979: CHiPs (Fernsehserie, eine Folge)
- 1979: Ich, Tom Horn (Tom Horn)
- 1979–1981: Der unglaubliche Hulk (Fernsehserie, drei Folgen)
- 1981: The Girl on the Edge of Town
- 1983: Ein Colt für alle Fälle (Fernsehserie, eine Folge)
- 1983: Das A-Team (Fernsehserie, eine Folge)
- 1984: Legmen (Fernsehserie, eine Folge)
- 1984: Kampf um Yellow Rose (Fernsehserie, eine Folge)
- 1984: Dallas (Fernsehserie, eine Folge)
- 1984: After MASH (Fernsehserie, eine Folge)
- 1984: Menschen am Fluß (The river)
- 1985: Die Spezialisten unterwegs (Fernsehserie, eine Folge)
- 1985–1986: Polizeirevier Hill Street (Fernsehserie, zwei Folgen)
- 1986: Hitcher, der Highway Killer (The hitcher)
- 1986: Matlock (Fernsehserie, eine Folge)
- 1986: Critters – Sie sind da! (Critters)
- 1986: Alptraum des Grauens (The Deliberate Stranger)
- 1987: Die glorreichen Zwei (Fernsehserie, eine Folge)
- 1987: Unglaubliche Geschichten (Fernsehserie, eine Folge)
- 1987: Anklage Massenmord (Rampage)
- 1988: Elvis und ich (Elvis and Me)
- 1989: Private Debts
- 1990: Elvis (Fernsehserie, dreizehn Folgen)
- 1991: Conagher
- 1992: Renegade – Gnadenlose Jagd (Fernsehserie, eine Folge)
- 1993: Jason Goes to Hell – Die Endabrechnung (Jason Goes to Hell: The Final Friday)